# Monocystis
Monocystis is een geslacht in de taxonomische indeling van de Myzozoa, een stam van microscopische parasitaire dieren.

## Soorten
- Monocystis amaroecii Giard, 1873
- Monocystis aphroditae Lankester, 1863
- Monocystis ascidiae Lankester, 1872
- Monocystis cirratuli Lankester, 1866
- Monocystis clymenellae Porter, 1897
- Monocystis copiliae Rose, 1933
- Monocystis eunicae Lankester, 1866
- Monocystis gammari von Siebold in von Kölliker, 1848
- Monocystis holothuriae Schneider, 1858
- Monocystis lacrima Vejdovsky, 1882
- Monocystis nemertis von Kolliker, 1845
- Monocystis sabellae Lankester, 1863
- Monocystis sagittata Labbe, 1899
- Monocystis sepiae Lankester, 1863
- Monocystis sipunculi von Kolliker, 1845
- Monocystis telepsavi Stuart, 1871